# Margherita Sarfatti
Margherita Sarfatti   (Venècia, 8 d'abril de 1880 - Cavallasca, 30 d'octubre de 1961), nascuda Margherita Grassini, va ser una dona de lletres, periodista i crítica d'art italiana. Des de la Primera Guerra Mundial fins a principis de la dècada del 1930 va ser l'amant i musa de Benito Mussolini, i una dels fundadors històrics del partit feixista italià. Va ser la creadora del moviment artístic Novecento.
Es va formar amb els escrits de John Ruskin i llegint Karl Marx, Filippo Turati i Anna Kuliscioff. El 1898 es va casar molt jove amb l'advocat socialista Cesare Sarfatti, malgrat l'oposició de la seva família, amb el qual va tenir tres fills. Va conèixer el jove Benito Mussolini i entre tots dos va començar una relació de la qual Mussolini va rebre ajuda en la seva afirmació social. Margherita, de fe jueva, es va convertir al catolicisme el 1928. La relació amb Mussolini es va deteriorar lentament, però amb l'aprovació de les lleis racials va fugir d'Itàlia. A l'estranger va continuar mantenint l'interès per la cultura italiana, però es va fer menys visible que en el període anterior. Va tornar a Itàlia quan va finalitzar la Segona Guerra Mundial.

## Biografia

### Orígens i matrimoni
La menor de quatre fills, Margherita Grassini va néixer en una família de la burgesia veneciana jueva. El seu avi va ser un dels herois del Risorgimento. El seu pare, Amedeo Grassini, va ser una personalitat molt destacada: advocat i amic del patriarca de Venècia Giuseppe Sarto (el futur papa Pius X), va dirigir, amb Giuseppe Musatti, una florida carrera emprenedora: fundador de la primera empresa de vaporettos de Venècia (ciutat de la qual va ser regidor municipal), també va constituir un grup financer per iniciar la transformació del Lido en un centre turístic. El prestigi de la família Grassini va créixer encara més quan van abandonar el gueto per traslladar-se a l'històric Palazzo Bembo, al Gran Canal (1894). La mare es deia Emma Levi, cosina de Giuseppe Levi, pare de l'escriptora Natalia Ginzburg.
Margherita, ja molt dotada intel·lectualment per naturalesa, tenia una excel·lent educació, dominava quatre idiomes. Va ser educada a casa i va poder fer ús de professors com Antonio Fradeletto, Pietro Orsi i Pompeo Gherardo Molmenti. Gràcies a la posició del seu pare, també va tenir l'oportunitat de conèixer personalment nombrosos escriptors com Israel Zangwill, Gabriele D'Annunzio i els Fogazzaro (Giuseppe i Antonio).
Va ser Antonio Fogazzaro qui la va apropar al cristianisme. Tanmateix, fins i tot després de la seva conversió, Sarfatti va mantenir sempre el seu propi judaisme, com a patrimoni purament cultural, «com un bagatge doctrinal i intel·lectual a explotar». Tenia una aproximació personal al cristianisme adogmàtic i liberal de Fogazzaro, del qual admirava especialment la crítica al positivisme i el cientisme, el seu misticisme i l'irracionalisme voluntarista, capaç de combinar tradició i modernitat, posicions que s'adaptaven a la seva naturalesa i que l'havien allunyat de l'ortodòxia jueva.
Nodrida d'ideals patriòtics, va rebre un alt nivell d'educació, va descobrir molt aviat les creences socialistes, i es va casar als 18 anys amb Cesare Sarfatti, un advocat de 32 anys, també jueu. La parella es va traslladar a Milà el 1902 i es va associar amb els líders del Partit Socialista Italià, Filippo Turati i Anna Kuliscioff, el saló dels quals va atreure al intel·lectuals de Milà. Cesare Sarfatti es va convertir regidor del partit i advocat. Va defensar Filippo Tommaso Marinetti, acusat de pornografia, per la seva novel·la Mafarka el futurista. La parella va tenir tres fills, Roberto (nascut el 1900), Amedeo (nascut el 1902) i Fiammetta (nascuda el 1909).

### Dona de lletres
Margherita Sarfatti va col·laborar durant un temps a la revista La difesa delle lavoratrici, fundada per Anna Kuliscioff, i allà es va fer amiga de la poetessa Ada Negri, però ràpidament van esclatar dissensions entre la jove burgesa rica i l'activista i metgessa feminista; Margherita va organitzar llars d'infants i dispensaris i als barris obrers mentre que Ada impartia classes d'alfabetització. Aviat, Margherita va obrir el seu saló, freqüentat per escriptors i artistes d'avantguarda (en particular els futuristes Carlo Carrà, Umberto Boccioni, Mario Sironi), així com per periodistes, polítics i diplomàtics estrangers. Cesare Sarfatti, qui va romandre proper a la comunitat jueva, va assumir la direcció del grup sionista a Milà.
Margherita Sarfatti aviat s'afirma com a crítica d'art, col·labora amb Avanti! el diari del Partit Socialista on escriu una columna a partir del 1909.

### Trobada amb Benito Mussolini
Els Sarfatti van conèixer Benito Mussolini el 1912.
A la vigília de la Primera Guerra Mundial, mentre que el Partit Socialista Italià, seguint les resolucions de la Internacional Socialista, defensava la neutralitat, també ho feia Mussolini. Va ser Margherita qui el va convèncer de ser «intervencionista» i va demanar l'entrada a la guerra al costat de França.
Mussolini va ser exclòs del Partit i va fundar el seu propi diari, Il Popolo d'Italia. Margherita es va convertir la seva assessora i l'ajuda a finançar el diari amb els seus propis fons i de coneguts. El seu saló es converteix en el punt de trobada de l'intervencionisme.
El seu fill Roberto es va allistar als Alpini i va morir en combat a l'Altopiano di Asiago als 17 anys.

### Amant i musa política
Després de l'armistici, la relació entre Mussolini i Margherita Sarfatti es converteix en un amor apassionat. A partir d'aquest moment, els seus escrits, les seves relacions socials i la seva ideologia política, fan que sigui la propagandista del feixisme. Justificant la violència de les milícies, insultant els seus antics amics, i proclamant el seu odi a les democràcies, donarà suport a l'ascens del Duce fins a la marxa sobre Roma i l'establiment del nou règim. Editora de Gerarchia, la revista teòrica del feixisme, fundada per Mussolini, n'exposa els principis i objectius.
L'adveniment del feixisme ofereix a Margherita un poder d'influència, el zenit del qual és a finals de la dècada del 1920. És a través d'ella que els periodistes estrangers han de demanar una entrevista al Duce, i és ella qui fa de intermediària entre Mussolini i la premsa estrangera. Defensora de la revolució cultural feixista, proclama que ha arribat el moment del «retorn a l'ordre», un nou moviment artístic que es basa en el classicisme.

#### Militància artística
El 1922, va reunir artistes com Anselmo Bucci, Leonardo Dudreville, Achille Funi, Gian Emilio Malerba, Pietro Marussig, Ubaldo Oppi, Adolfo Wildt i Mario Sironi en un moviment artístic que ella va anomenar Novecento, del qual ella va organitzar a la galeria Pesaro de Milà la primera exposició, inaugurada per Mussolini el 1923. El 1925, París va oferir a Margherita Sarfatti el títol de vicepresidenta del jurat internacional de l'Exposició d'Arts Decoratives (també va ser comissària del pavelló italià), i és condecorada amb la Legió d'Honor.

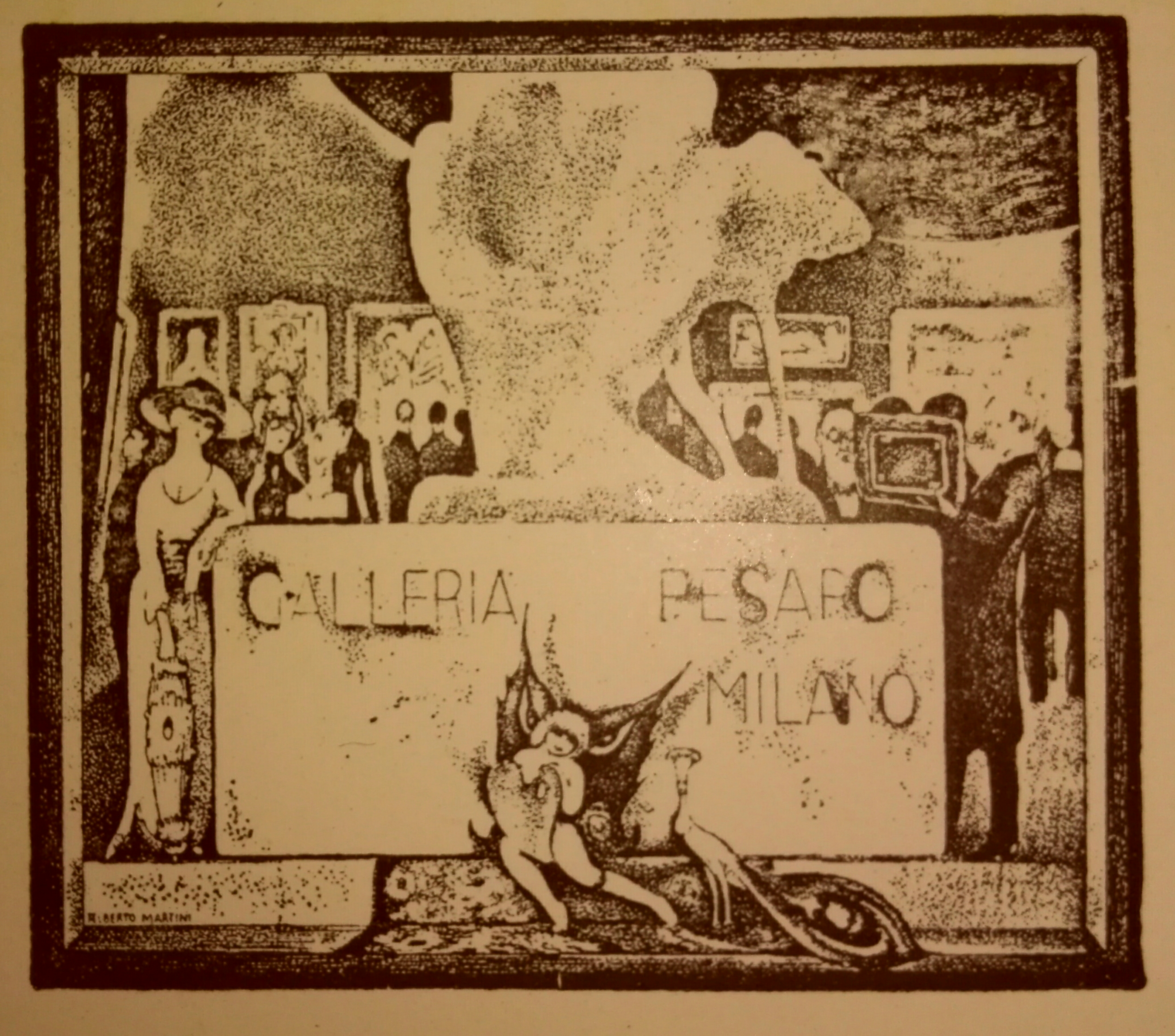
Galleria Pesaro - Milano, per A. Martini, catàleg de l'exposició Sartorio, 1929
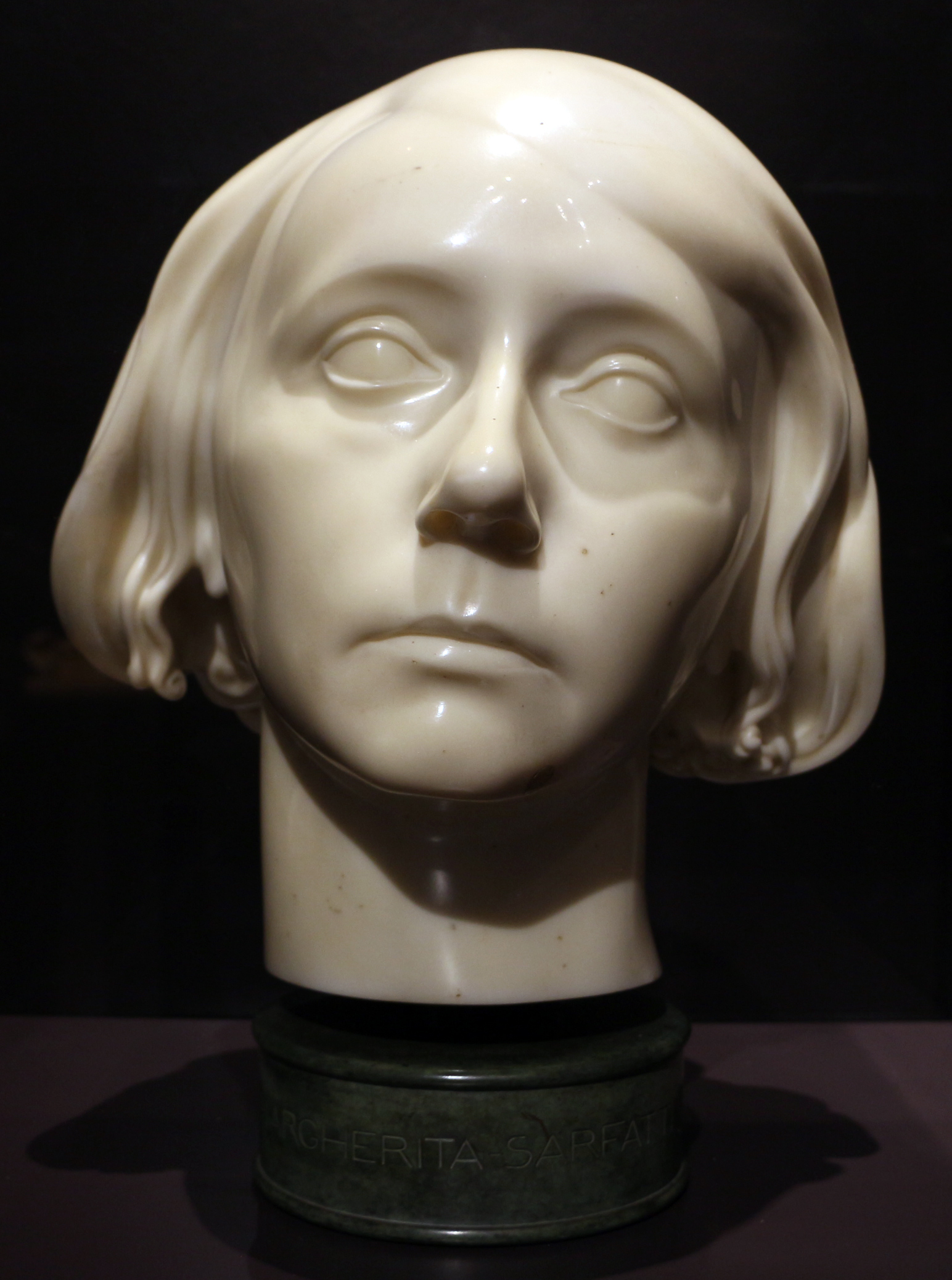
Margherita Sarfatti, per Adolfo Wildt, 1930
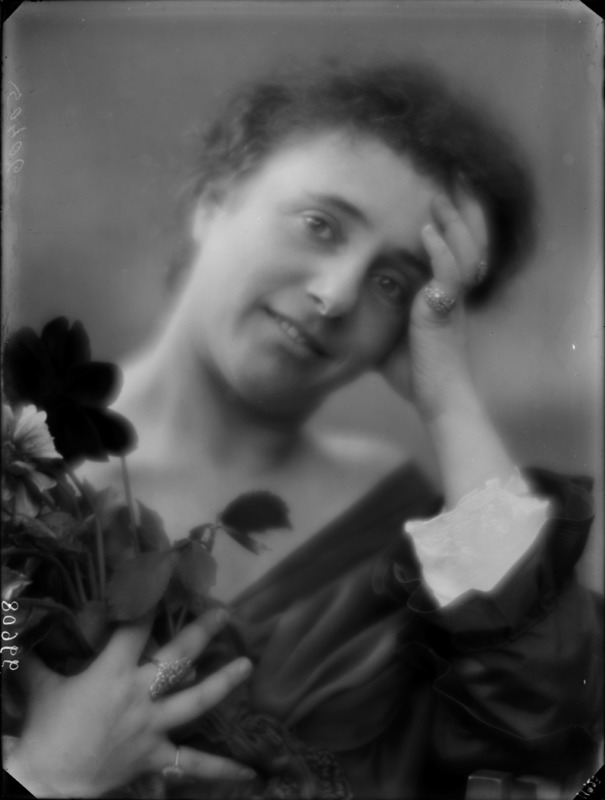
Margherita Sarfatti. Fotografia de Mario Nunes Vais, 1932

L'any següent, va organitzar una trobada més gran d'artistes (més de 200) rebatejada Novecento italiano, que va exposar a la Triennal de Milà, i després va fer gires pel nord d'Europa i Amèrica del Sud, amb la intenció d'acreditar l'adveniment d'un «estil feixista».

#### Acció internacional a favor del feixisme
Ella va arribar a la fama internacional amb Dux, la seva hagiografia de Mussolini, publicada per primera vegada a Londres el 1925 (a Itàlia el 1926), venuda en 25.000 exemplars el primer any i després en milions d'exemplars i traduïda a 17 idiomes. És on va construir el mite del Duce, el nou August estenent el seu imperi més enllà de la mar Mediterrània i oferint al poble una nova era de prosperitat, la «tercera Roma».
Després de la publicació del llibre als Estats Units d'Amèrica, el cap de premsa estatunidenc William Randolph Hearst ofereix a Mussolini extraordinaris contractes per a articles que el presenten de la millor manera i advoquen a favor del rearmament d'Itàlia en vista de la seva expansió colonial. El contracte és doble, ja que es preveu que siguin escrits per Margherita Sarfatti i signats pel dictador, i es renovaran fins al 1934.

### Exili
El gener de 1934 Sarfatti va obtenir un passaport i el permís d'expatriació. Deixa el consell editorial de Hierarchy i marxa als Estats Units d'Amèrica per fer un llarg viatge. És rebuda oficialment a la Casa Blanca per Eleanor Roosevelt amb els honors reservats a l'esposa d'un cap d'estat. Explica el feixisme a la NBC. Però les relacions amb Mussolini es van deteriorar ràpidament en aquells anys, amb el gir intransigent de la política feixista. En una relació on la política i la passió sempre estaven estretament connectades, la separació també va ser política i privada. Sarfatti s'oposa a l'aventura colonial i a l'aliança amb Hitler; Claretta Petacci ocupa el seu lloc com la seva amant principal. El 1936 Mussolini li va fer entendre que ja no seria rebuda al Palazzo Venezia.
Amb la promulgació de les lleis racials el 1938, Sarfatti s'allunya d'Itàlia. Primer es va traslladar a París, on va fer conferències sobre literatura. Té relacions amb Jean Cocteau, torna a veure Alma Mahler, qui va dir d'ella: «Quan la vaig conèixer a Itàlia era una reina sense corona, ara és una captaire reial a l'exili». Així que intenta (sense èxit) anar-se'n als Estats Units; al final es va refugiar durant sis anys a l'Uruguai i a l'Argentina, estiuejant a Montevideo, on l'espera el seu fill Amedeo, i l'hivern a Buenos Aires i escrivint per a alguns diaris de les dues capitals, dividits per l'immens Riu de la Plata. Aquí fa amistat amb el pintor Emilio Pettoruti, les escriptores (germanes) Victoria i Silvina Ocampo, i el periodista Natalio Botana. A Sud-amèrica també comença a escriure les seves memòries (encara inèdites), una reinterpretació del seu Dux i dels seus vint anys passats al costat de Mussolini. Inicialment el títol havia de ser Mea culpa, més tard transformat en My fault.
La seva germana Nella Grassini Errera, que va romandre a Itàlia, va ser deportada amb el seu marit i va morir a Auschwitz.

### Després de la guerra i tornada a Itàlia
Margherita Sarfatti va tornar a Itàlia el 1947, on va intentar trobar el seu lloc en el món de les arts.
Divideix el seu temps entre Roma, on resideix a l'Hotel Ambasciatori, un palau de via Veneto, i els estius a la seva casa de camp de Cavallasca, a la província de Como. Escriu Aqua Passata, memòries «mundanes» en què no s'esmenten ni el feixisme ni Mussolini.
Va morir el 30 d'octubre de 1961 a Cavallasca. L'arxiu de Margherita Sarfatti es conserva a l'Archivio del '900 del Museu d'Art Modern i Contemporani de Trento i Rovereto.

## Reconeixement
Ada Negri va dedicar a Margherita Sarfatti la seva primera col·lecció de prosa, Le solitarie.

## Obres
- La milizia femminile in Francia (en italià).  Milà: Rava & C, 1915.
- La fiaccola accesa. Polemiche d'arte (en italià).  Milà: Istituto editoriale italiano, 1919.
- «L'esposizione post-impressionista e futurista del pittore Emilio Notte» (en italià). Cronache d'attualità [Roma], 05-06-1919.
- «Cronache del mese» (en italià). Ardita [Milà], I, 15-06-1919, pàg. 254.
- I vivi e l'ombra. Liriche (en italià).  Milà: Facchi, 1921.
- Tunisiaca (en italià).  Milà, Roma: Mondadori, 1923.
- The life of Benito Mussolini (en anglès).  Londres: Thornton Butterworth, 1925. OCLC 955403029.
- Achille Funi (en italià).  Milà: Hoepli, 1925.
- Segni, colori e luci, note d'arte (en italià).  Bolonya: N. Zanichelli, 1925.
- Dux (en italià).  Milà: Mondadori, 1926.
- Mostra personale del pittore Lorenzo Viani. Dal 18 al 31 gennaio 1929 (esame critico) (en italià).  Milà: Galleria, 1929.
- Il palazzone. Romanzo (en italià).  Milà: Mondadori, 1929.
- Storia della pittura moderna (en italià).  P. Cremonese, 1930.
- Segni del meridiano (en italià).  Nàpols: Mazzoni, 1931.
- Diciottesima Esposizione Biennale Internazionale d'Arte. 1932 Catalogo (en italià).  Venècia: Carlo Ferrari, 1932. Amb assaigs de M. Sarfatti et al.
- Daniele Ranzoni (en italià).  Roma: Reale Accademia d'Italia, 1935.
- L'America ricerca della felicità (en italià).  Milà-Verona: Mondadori, 1937.
- Casanova contro Don Giovanni (en italià).  Milà: Mondadori, 1950.
- Acqua passata (en italià).  Bolonya: Cappelli, 1955.
- L'Amore svalutato (en italià).  Roma: E.R.S, 1958.